# Slag bij Nevele (1381)
De Slag bij Nevele werd op 13 mei 1381 gevochten rond Nevele tussen de stad Gent en de graaf van Vlaanderen. De Gentse troepen werden verslagen en Nevele werd geplunderd.
Hoewel deze slag meestal wordt bedoeld met de slag bij Nevele, had er ook een slag bij Nevele plaats in 1452.

## De slag
De Gentse troepen, aangevoerd door Raas van Herzele en Jan van Lannoy (ook geschreven als Launay, Lannoit of Launoit), hadden zich verschanst in het kasteel van Nevele en werden belegerd door de troepen van Lodewijk II van Male. Deze laatste had 20 000 man verzameld uit Vlaanderen, Henegouwen en Artesië. Ondertussen was Pieter van den Bossche met zesduizend man onderweg vanuit de Kortrijkse regio.
Raas van Herzele viel de Vlaamse troepen aan voordat Van den Bossche was aangekomen, maar de aanval werd afgeslagen door de Vlaamse ruiterij. Ondertussen waren de troepen van Van den Bossche aangekomen, maar de weg werd hen afgesneden door een moeras, zodat ze de andere Gentse troepen niet te hulp konden komen. De verslagen Gentse troepen vluchtten naar de kerk van Nevele, waar Raas van Herzele werd overvallen en gedood. De Vlaamse troepen staken de kerk in brand waarop de Gentenaars naar de toren vluchtten. Jan van Lannoy wilde zich overgeven maar toen dit werd geweigerd stortte hij zich van de toren om te sneuvelen. Andere Gentse kapiteins zoals Jan van der Elst, Jacob van der Berst en Matthijs Colmijn kwamen in de vlammen om.
Na de slag werd Nevele geplunderd en vernield door de Vlaamse troepen.